# Z Tobą świat nie ma wad
Z Tobą świat nie ma wad – dziesiąty longplay polskiego piosenkarza Jerzego Połomskiego, wydany w 1976 roku nakładem wydawnictwa muzycznego Polskie Nagrania „Muza”. Album zawiera 13 utworów wykonywanych przez wokalistę.
W 2001 roku wydano na płycie kompaktowej reedycję albumu, poszerzoną o utwory „Kwiaty zakwitają w Łazienkach” oraz „Biało-Czerwona”, napisanej przez Marka Wawrzkiewicza do muzyki Czesława Majewskiego. Album ukazał się nakładem tej samej wytwórni płytowej.

## Lista utworów
Opracowano na podstawie materiału źródłowego.
Strona A
1. „Na brzegu dnia” (muz. Krzysztof Potocki, sł. Jan Babicz)
2. „Z Tobą świat nie ma wad” (muz. Jacek Szczygieł, sł. Andrzej Kuryło)
3. „Miałem na Ciebie pomysł” (muz. Jerzy Derfel, sł. Adam Kreczmar)
4. „Kochaj właśnie mnie” (muz. Adam Skorupka, sł. Zbigniew Stawecki)
5. „Sentymentalny świat” (muz. Seweryn Krajewski, sł. Jadwiga Has)
6. „Te co mnie kochały” (muz. Jacek Szczygieł, sł. Zbigniew Stawecki)

Strona B
1. „Po co są dziewczyny” (muz. Adam Skorupka, sł. Jacek Korczakowski)
2. „Mówią o niej” (muz. Jerzy Derfel, sł. Ireneusz Iredyński)
3. „A mnie niech zostaną” (muz. Adam Skorupka, sł. Ryszard Skalski)
4. „Jeden dzień bez miłości” (muz. Romuald Żyliński, sł. Jadwiga Urbanowicz)
5. „Obszar niezbadany” (muz. Adam Skorupka, sł. Jadwiga Has)
6. „Nie odchodzi się latem” (muz. Jacek Szczygieł, sł. Zbigniew Stawecki)
7. „Kłam, że mnie kochasz” (muz. Jacek Szczygieł, sł. Zbigniew Stawecki)